# Удај Хасуна
Удај Ружди Хасуна (арап. عدي رشدي حسونة, романизовано Audai Hassouna; 18. октобар 1998) либијски је пливач чија ужа специјалност су трке слободним стилом. 

## Спортска каријера
Хасуна је требало да дебитује на међународној пливачкој сцени 2018. на Медитеранским играма у Тарагони, али је непосредно пред почетак такмичења отказао своје учешће на истом. Међународни деби је имао годину дана касније, на светском првенству у великим базенима у корејском Квангџуу 2019, где је пливао у квалификационим тркама на 100 слободно (77) и 200 слободно (54. место). Месец дана касније наступио је и на Афричким играма у Рабату где је успео да исплива нови национални рекорд у трци на 100 метара слободним стилом. 